# Pogled, Apače
Pogled este o localitate din comuna Apače, Slovenia, cu o populație de 65 de locuitori.